# Lucien Hinge
Lucien Hinge (ur. 21 marca 1992) – vanuacki piłkarz grający na pozycji obrońcy.

## Kariera klubowa
Karierę piłkarską Hinge rozpoczął klubie Tafea FC. W jego barwach zadebiutował w pierwszej lidze vanuackiej w 2011.

## Kariera reprezentacyjna
W reprezentacji Vanuatu Hinge zadebiutował w 3 czerwca 2012 w wygranym 5-0 z Samoa w Pucharze Narodów Oceanii 2012, który był jednocześnie częścią eliminacji Mistrzostw Świata 2014.